# Saint Tudy (navire)
Le Saint Tudy est un navire roulier construit par les Chantiers et ateliers de la Perrière en 1985 pour le compte du Conseil général du Morbihan. D'abord armé par la Compagnie morbihannaise de navigation jusqu'au 1er janvier 2008, il l'est depuis par la Compagnie Océane sur la ligne Lorient - Port Tudy (Île de Groix) avec l’Île de Groix mais aussi le Breizh Nevez I.

## Histoire

### Origine du projet
À la fin de l'année 1983, le remplacement du Jean-Pierre Calloc'h, voué à remplacer le vieillissant Belle-Isle pour le renfort du service estival sur la ligne Quiberon - Belle-Île, est acté. Le Conseil Général souhaite la mise en service du nouveau navire d'ici à l'été 1985 et lance un appel d'offres pour la réalisation d'un prototype.
Ses caractéristiques générales sont sensiblement différentes des navires construits jusqu'alors, puisqu'il sera de type roulier, capable d'embarquer plusieurs poids-lourds sur un imposant entrepont ayant 4,50 m de clair sous barrots. La longueur est portée à près de 45 m, la largeur à 11 m, mais afin de garantir un accès aisé du navire à Lorient et à Groix, le tirant d'eau est limité à 2,50 m. Ces imposantes dimensions conduisent, pour faciliter la manœuvrabilité et diminuer le risque d'avarie lorsque le navire évolue près des cales, au choix d'un nouveau type de propulsion azimutal. Les passagers ne sont pas oubliés, car même si la capacité demandée est plus faible que sur le Kreiz er Mor, il est demandé aux postulants de mettre l'accent sur le confort des aménagements.

### Construction et mise en service
La commande est attribuée aux Chantiers et ateliers de la Perrière au début de l'année 1984, et la construction qui doit durer à peine plus d'un an est lancée.
Les caractéristiques définitives sont les suivantes :
- Longueur : 44,50 m
- Largeur : 11,00 m
- Tirant d'eau : 2,40 m
- Passagers : 440 dont 319 assis
- Véhicules : 21 véhicules légers, ou 10 utilitaires, ou 3 poids lourds et 3 véhicules légers
- Propulsion : 2 propulseurs azimutaux

La silhouette générale frappe tout d'abord par son asymétrie, en effet, conçu pour permettre aux véhicules d'embarquer et de débarquer en marche avant avec un minimum de manœuvres, le futur Saint Tudy est équipé de deux grandes portes d'embarquement sur bâbord, à l'avant et à l'arrière. Entre ces deux ouvertures, deux salons sont aménagés, tandis que les locaux techniques et le tambour machine sont situés de l'autre côté du garage sur tribord. Sur le pont supérieur, on trouve la timonerie, surélevée afin d'améliorer la visibilité. En arrière de celle-ci, se trouve un salon fermé, et un espace passagers en extérieur, partiellement couvert, où se situe également la drome de sauvetage.
Sur le plan technique, le Saint Tudy est équipé à l'instar de ses aînés, de deux moteurs Duvant-Crépelle à 4 cylindres en ligne, développant chacun 625 chevaux. Ceux-ci entraînent par le biais d'un réducteur, les deux propulseurs azimutaux Aquamaster. La propulsion est complétée par un propulseur d'étrave électrique en tunnel, d'une puissance de 100 chevaux. Pour le confort des passagers, deux stabilisateurs rétractables d'un nouveau type sont installés en avant de la salle des machines. À l'inverse de ceux montés sur les autres navires, déployés par un vérin sur l'axe des ailerons, ceux du Saint Tudy pivotent autour d'un axe vertical.
La construction débute en mai 1984. Les essais, initialement prévus au début du mois de mai 1985 pour une mise en service le 25 mai courant, sont repoussés début juin. Ceux-ci mettent en évidence une vitesse un peu plus faible qu'espérée, ainsi qu'une mauvaise stabilité directionnelle. Après le changement des hélices et l'ajout de plans de dérive fixes sur la coque destinés à améliorer la tenue de route, le navire est admis au service le 27 juin 1985.
En dépit des nombreux soucis liés à la mise au point de l'appareil propulsif et aux stabilisateurs, qui perturbent les premiers mois d'exploitation, le Saint Tudy apporte une entière satisfaction avec sa grande capacité et sa bonne manœuvrabilité. Il prouvera également sa bonne tenue à la mer lors des tempêtes de l'hiver 1986.

### Service actif
Le Saint Tudy assure la desserte de l'Île de Groix avec le Kreiz er Mor dès 1985. Le premier est basé à Lorient, tandis que le second l'est à Groix.
Le 15 avril 1987, le Saint Tudy et le Kreiz er Mor, pris dans un épais banc de brume, entrent en collision dans la passe de la Citadelle de Port-Louis, à l'entrée de la Rade de Lorient.
En 1992, la CMN opère un changement de livrée, le Saint Tudy désormais tout de blanc arbore alors un liseré rouge, surmonté d'un bleu plus fin.
En 1998, l'inauguration de la nouvelle gare maritime au bout du quai de l'Estacade entraîne le déplacement du tablier d'embarquement arrière, il sera situé sur le tableau arrière et non plus sur le bordé. En effet, contrairement à l'ancienne gare maritime située sur le Quai de Rohan, doté d'une cale inclinée, le nouvel équipement est doté d'un ponton flottant. Le Saint Tudy accoste au bout de celui-ci et prend appui sur deux duc-d'Albe sur tribord. La modification de structure sera effectuée lors du carénage annuel, et sera également l'occasion d'une évolution dans la livrée, les liserés échangeant leurs couleurs.
À partir de 2002, l'exploitation du service hivernal est assurée uniquement par le Saint Tudy, et son poste de nuit sera désormais celui de Port-Tudy. À cet effet, une porte est aménagée dans le bordé bâbord afin de permettre à l'équipage de quitter le navire une fois celui-ci amarré en haut de la cale Guyot.
L'évolution des normes de sécurité va imposer entre 2002 et 2004 plusieurs modifications importantes. Le salon situé au niveau du pont principal est isolé du garage par deux lourdes portes étanches, les salons sont adaptés pour la réception de personnes en fauteuil roulant, le système de détection et de lutte contre l'incendie est sensiblement amélioré, et enfin la drome de sauvetage est modifiée.
Le 1er janvier 2008, il passe sous pavillon de la Compagnie Océane, et arbore une nouvelle livrée dès sa sortie de carénage la même année.
Le 28 juillet 2008, il entre en collision avec l’Île de Groix, en service depuis le 1er juin de la même année, au niveau de la Citadelle, dans des conditions similaires à l'incident de 1985. Plusieurs causes à cet abordage seront pointées par l'enquête. Le brouillard très épais, associé à un croisement des navires dans une passe très étroite sont les principales causes de cet accident, l'enquête pointant également des facteurs aggravants tels qu'un mauvais aménagements des deux timoneries, et des manquements à certaines règles du RIPAM. L’Île de Groix, endommagé, doit être conduit à Concarneau principalement pour réparations sur ses œuvres vives. Le Saint Tudy est moins touché, mais une partie de ses équipements de sauvetage ont été perdus, arrachés par l'aileron de passerelle de l'Île de Groix lors de la collision, ce qui obligera la Compagnie Océane à limiter son exploitation au passage de véhicules et de fret quelques semaines.
Entre 2009 et 2011, plusieurs évolutions sont à noter dans la livrée. La tôle de gouttière au-dessus de la passerelle passe du noir à l'orange, en hommage au Kreiz er Mor, et la partie des œuvres mortes située entre la flottaison et le livet de pont se pare de bleu, ce qui accentue la ressemblance avec les navires de la Brittany Ferries.
A la même époque, le coût d'exploitation de l’Île de Groix étant élevé, il est décidé que seul le Saint Tudy assurerait le service l'hiver. Le service intensif auquel il est soumis, ainsi que sa propulsion vieillissante conduisent à décider une remotorisation, afin de lui permettre d'effectuer son service dans les meilleures conditions. Les travaux sont menés par la division des réparations navales de l'entreprise Piriou, dans sa grande forme de Concarneau. Les moteurs Duvant-Crépelle sont déposés et remplacés par des moteurs ABC de 6 cylindres. Le propulseur d'étrave voit sa puissance portée à 330 chevaux.

### Remplacement et devenir
Aujourd'hui âgé de 40 ans, le Saint Tudy, bien que répondant encore efficacement aux besoins de l'île, vieillit. Son remplacement est acté en 2013, et la commande est passée au chantier Piriou le 26 novembre 2015. La mise en service du Breizh Nevez I le 10 avril 2018, dont l'architecture générale reprend de celle du Saint Tudy, entraîne la mise en réserve de ce dernier, et provoque la sortie de flotte de l’Acadie, dont le permis de navigation ne peut plus être renouvelé dans la catégorie des navires à passagers depuis le 31 décembre 2017. En ce qui concerne le Saint Tudy, il a été immobilisé pendant 3 ans à cause d'une panne au niveau de sa transmission. Cela a engendré une inquiétude chez les habitants de l'ile car en cas d'avarie sur le Breizh Nevez I ou sur sur l'Ile de Groix, il n'y a plus de navire de réserve. Cependant depuis début 2024, le navire a été réparé et il a recommencé ses liaisons au début du mois de juin 2024.

## Galerie

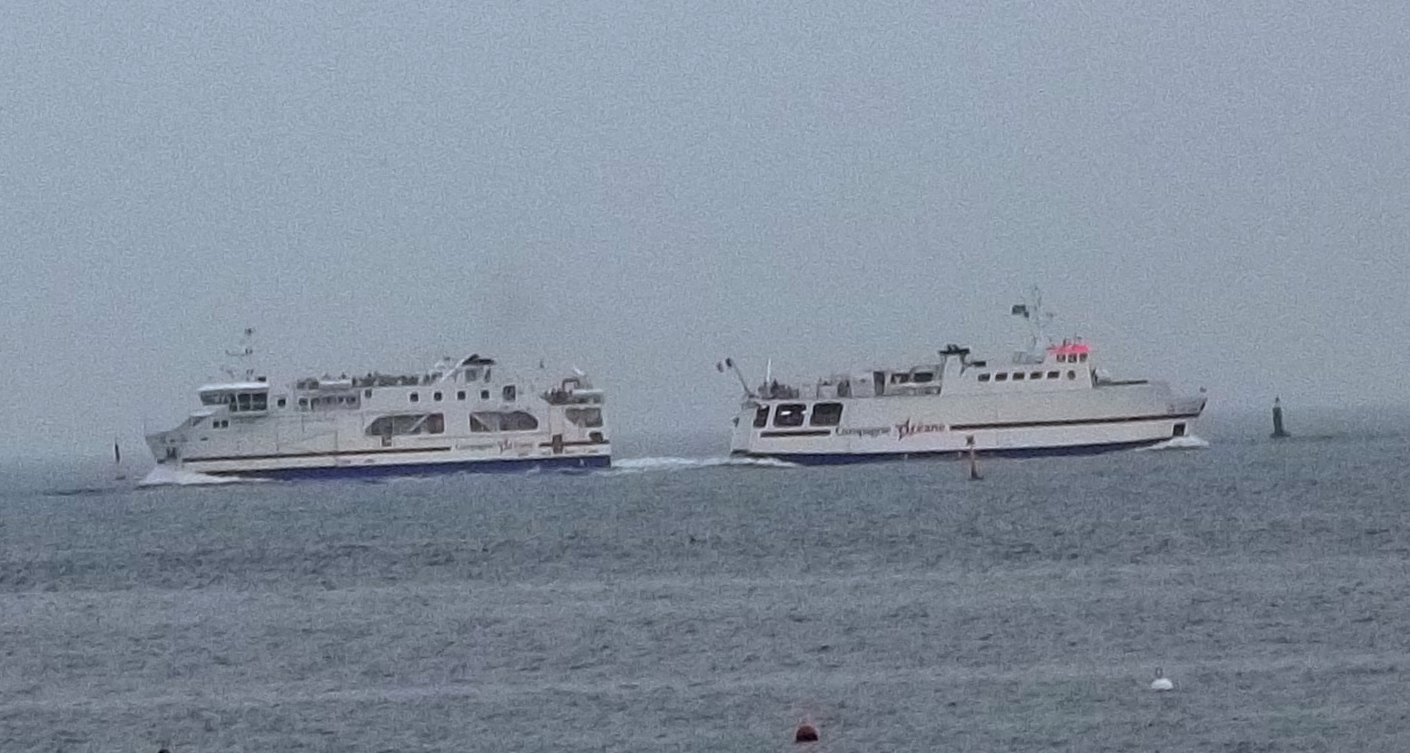
L’Île de Groix et le Saint Tudy se croisant en rade de Lorient.
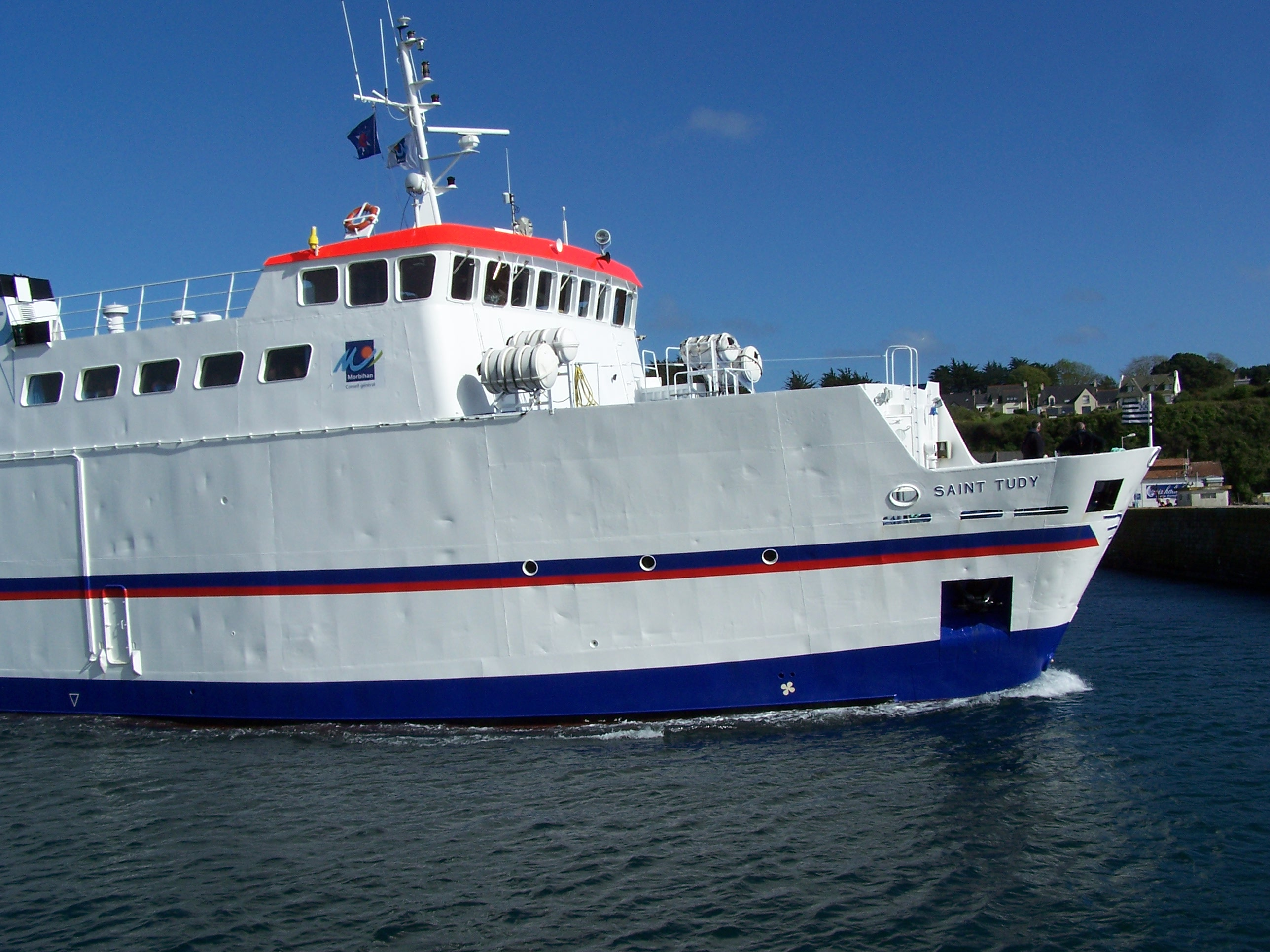
Le Saint Tudy en mai 2013.